# Vol Interflug 1107
Le 1er septembre 1975, un Tupolev Tu-134 effectuant le vol Interflug 1107, un vol charter intérieur opéré par la compagnie aérienne est-allemande Interflug, reliant Stuttgart, en Allemagne de l'Ouest, à Leipzig, en Allemagne de l'Est, s'est écrasé lors de son approche sur l'aéroport de Leipzig/Halle, tuant 27 des 34 passagers et membres d'équipage à bord.

## Accident
Le vol 1107 a effectué son approche en étant guidé par le contrôle aérien, à l'aide d'un radar d'approche de précision. Malgré cela, l'équipage a laissé l'appareil descendre trop rapidement et n'a pas vérifié quelle était la hauteur de décision à respecter pour l'aéroport de Leipzig. 
Le Tu-134 a heurté un antenne radio, à seulement deux ou trois mètres au-dessus du sol, ce qui a endommagé l'aile gauche et arraché le moteur gauche, provoquant un fort roulis de l'appareil sur sa gauche, et s'est finalement écrasé au sol. 
Trois des six membres d'équipage et 24 des 28 passagers ont été tués dans l'accident. La majorité des passagers voyageaient pour visiter la foire commerciale de Leipzig. Les membres d'équipage survivants et le contrôleur radar ont tous été condamnés à des peines de prison à la suite de l'accident.